# Saturn Award du meilleur acteur de télévision

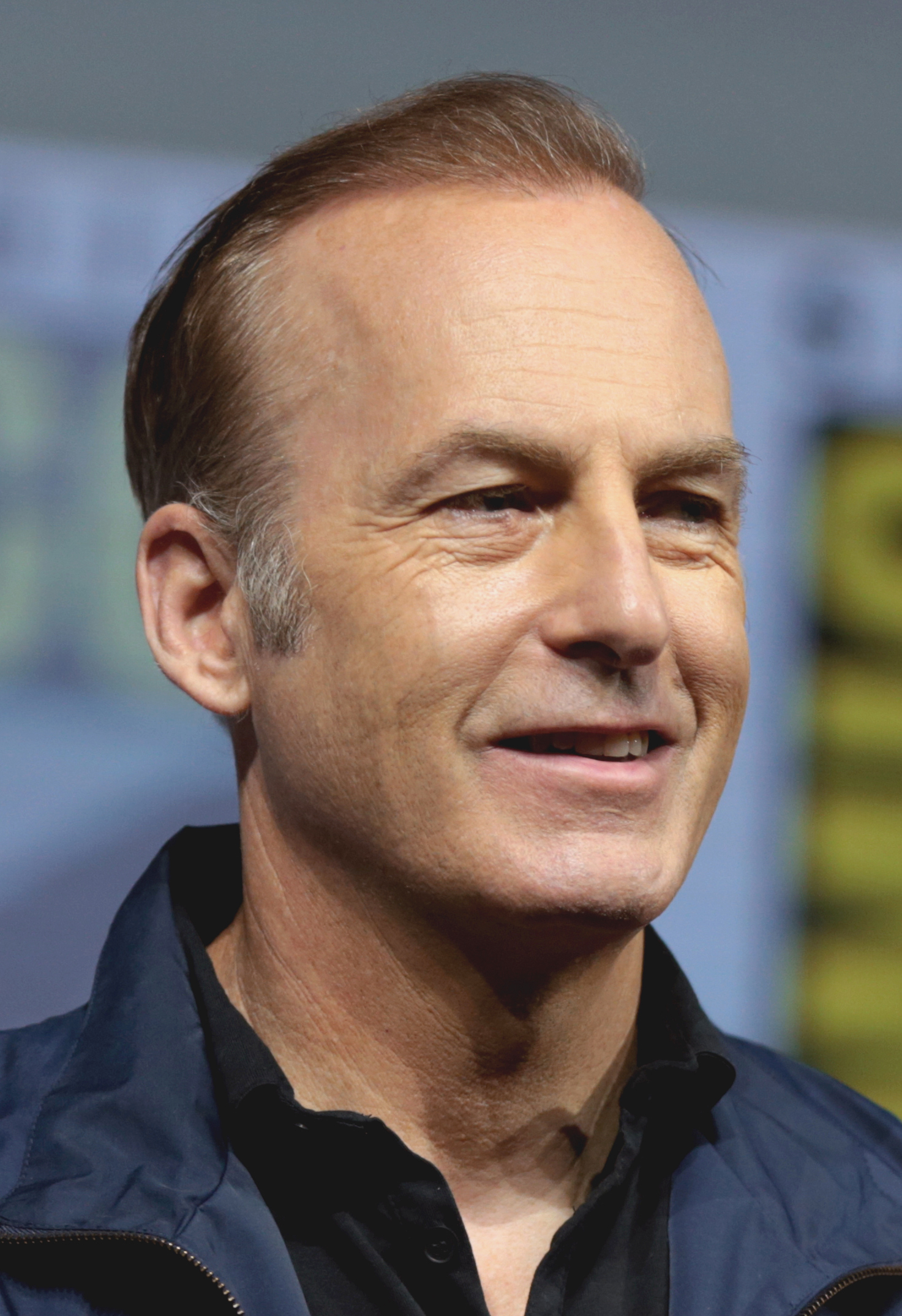
Bob Odenkirk parlant au San Diego Comic-Con International à San Diego, Californie, en 2018.

Le Saturn Award du meilleur acteur de télévision (Saturn Award for Best Actor on Television) est une récompense télévisuelle décernée chaque année depuis 1997 par l'Académie des films de science-fiction, fantastique et horreur (Academy of Science Fiction Fantasy & Horror Films) pour récompenser le meilleur acteur dans une série de science-fiction, fantastique ou d'horreur.

## Palmarès
Note : L'année indiquée est celle de la cérémonie, récompensant les séries diffusées au cours de l'année précédente. Les lauréats sont indiqués en tête de chaque catégorie et en caractères gras. Les titres originaux sont précisés entre parenthèses, sauf s'ils correspondent au titre en français.

### Années 1990
- 1997 : Kyle Chandler pour Demain à la une
  - Avery Brooks pour Star Trek: Deep Space Nine
  - Eric Close pour Dark Skies : L'Impossible Vérité
  - David Duchovny pour X-Files : Aux frontières du réel
  - Lance Henriksen pour Millennium
  - Paul McGann pour Le Seigneur du Temps
- 1998 : Steven Weber pour Shining
  - Richard Dean Anderson pour Stargate SG-1
  - Nicholas Brendon pour Buffy contre les vampires
  - John Corbett pour Le Visiteur
  - David Duchovny pour X-Files : Aux frontières du réel
  - Michael T. Weiss pour Le Caméléon
- 1999 : Richard Dean Anderson pour Stargate SG-1
  - Nicholas Brendon pour Buffy contre les vampires
  - Bruce Boxleitner pour Babylon 5
  - David Duchovny pour X-Files : Aux frontières du réel
  - Lance Henriksen pour Millennium
  - Jonathan LaPaglia pour Sept jours pour agir

### Années 2000
- 2000 : David Boreanaz pour Angel
  - Richard Dean Anderson pour Stargate SG-1
  - Jason Behr pour Roswell
  - Ben Browder pour Farscape
  - Eric Close pour Un agent très secret
  - Patrick Stewart pour La Nuit des fantômes
- 2001 : Robert Patrick pour X-Files : Aux frontières du réel
  - Kevin Sorbo pour Andromeda
  - David Boreanaz pour Angel
  - Ben Browder pour Farscape
  - Jason Behr pour Roswell'
  - Richard Dean Anderson pour Stargate SG-1
- 2002 : Ben Browder pour Farscape
  - David Boreanaz pour Angel
  - Scott Bakula pour Star Trek: Enterprise
  - Tom Welling pour Smallville
  - Richard Dean Anderson pour Stargate SG-1
  - Robert Patrick pour X-Files : Aux frontières du réel
- 2003 : David Boreanaz (2) pour Angel
  - Anthony Michael Hall pour Dead Zone
  - Scott Bakula pour Star Trek: Enterprise
  - Ben Browder pour Farscape
  - Tom Welling pour Smallville
  - Richard Dean Anderson pour Stargate SG-1
- 2004 : David Boreanaz (3) pour Angel
  - Michael Vartan pour Alias
  - Scott Bakula pour Star Trek: Enterprise
  - Tom Welling pour Smallville
  - Richard Dean Anderson pour Stargate SG-1
  - Michael Shanks pour Stargate SG-1
- 2005 : Ben Browder (2) pour Farscape : Guerre pacificatrice
  - Matthew Fox pour Lost : Les Disparus
  - Julian McMahon pour Nip/Tuck
  - Tom Welling pour Smallville
  - Richard Dean Anderson pour Stargate SG-1
  - Noah Wyle pour Les Aventures de Flynn Carson : Le Mystère de la lance sacrée
- 2006 : Matthew Fox pour Lost : Les Disparus
  - William Fichtner pour Invasion
  - Julian McMahon pour Nip/Tuck
  - Wentworth Miller pour Prison Break
  - Tom Welling pour Smallville
  - Ben Browder pour Stargate SG-1
- 2007 : Michael C. Hall pour Dexter
  - Kiefer Sutherland pour 24 heures chrono
  - Edward James Olmos pour Battlestar Galactica
  - Matt Dallas pour Kyle XY
  - Matthew Fox pour Lost : Les Disparus
  - Noah Wyle pour Les Aventures de Flynn Carson : Le trésor du roi Salomon
- 2008 : Matthew Fox (2) pour Lost : Les Disparus
  - Edward James Olmos pour Battlestar Galactica
  - Michael C. Hall pour Dexter
  - Kevin McKidd pour Journeyman
  - Matt Dallas pour Kyle XY
  - Lee Pace pour Pushing Daisies
- 2009 : Edward James Olmos pour Battlestar Galactica
  - Timothy Hutton pour Leverage
  - Bryan Cranston pour Breaking Bad
  - Michael C. Hall pour Dexter
  - Matthew Fox pour Lost : Les Disparus
  - Noah Wyle pour Les Aventures de Flynn Carson : Le Secret de la coupe maudite

### Années 2010
- 2010 : Josh Holloway pour Lost : Les Disparus
  - Bryan Cranston pour Breaking Bad
  - Zachary Levi pour Chuck
  - Michael C. Hall pour Dexter
  - David Tennant pour Doctor Who
  - Matthew Fox pour Lost : Les Disparus
  - Stephen Moyer pour True Blood
- 2011 : Stephen Moyer pour True Blood
  - Timothy Hutton pour Leverage
  - Andrew Lincoln pour The Walking Dead
  - Bryan Cranston pour Breaking Bad
  - Matthew Fox pour Lost : Les Disparus
  - Michael C. Hall pour Dexter
- 2012 : Bryan Cranston pour Breaking Bad
  - Sean Bean pour Le Trône de fer
  - Michael C. Hall pour Dexter
  - Timothy Hutton pour Leverage
  - Dylan McDermott pour American Horror Story
  - Noah Wyle pour Falling Skies
- 2013 : ex æquo Bryan Cranston pour Breaking Bad et Kevin Bacon pour Following
  - Billy Burke pour Revolution
  - Michael C. Hall pour Dexter
  - Timothy Hutton pour dans Leverage
  - Joshua Jackson pour dans Fringe
  - Andrew Lincoln pour The Walking Dead
- 2014 : Mads Mikkelsen pour le rôle du Dr. Hannibal Lecter dans Hannibal
  - Kevin Bacon pour le rôle de Ryan Hardy dans Following
  - Bryan Cranston pour le rôle de Walter White dans Breaking Bad
  - Hugh Dancy pour le rôle de Will Graham dans Hannibal
  - Freddie Highmore pour le rôle de Norman Bates dans Bates Motel
  - James Spader pour le rôle de Raymond Reddington dans The Blacklist
  - Noah Wyle pour le rôle de Tom Mason dans Falling Skies
- 2015 : (ex-æquo)
- Hugh Dancy pour le rôle de Will Graham dans Hannibal
- Andrew Lincoln pour le rôle de Rick Grimes dans The Walking Dead
  - Grant Gustin pour le rôle de Barry Allen / Flash dans Flash
  - Tobias Menzies pour le rôle de Frank Randall / Jack Randall Outlander
  - Mads Mikkelsen pour le rôle du Dr. Hannibal Lecter dans Hannibal
  - Noah Wyle pour le rôle de Tom Mason dans Falling Skies
- 2016 : Bruce Campbell pour le rôle d'Ash Williams dans Ash vs. Evil Dead
  - Andrew Lincoln pour le rôle de Rick Grimes dans The Walking Dead
  - Charlie Cox pour le rôle de Matt Murdock / Daredevil dans Daredevil
  - David Duchovny pour le rôle de Fox Mulder dans X-Files : Aux frontières du réel
  - Grant Gustin pour le rôle de Barry Allen / Flash dans Flash
  - Mads Mikkelsen pour le rôle du Dr. Hannibal Lecter dans Hannibal
  - Matt Dillon pour le rôle d'Ethan Burke dans Wayward Pines
  - Sam Heughan pour le rôle de James "Jamie" Fraser dans Outlander
- 2017 : Andrew Lincoln pour le rôle de Rick Grimes dans The Walking Dead
  - Bruce Campbell pour le rôle d'Ash Williams dans Ash vs. Evil Dead
  - Charlie Cox pour le rôle de Matt Murdock / Daredevil dans Daredevil
  - Freddie Highmore pour le rôle de Norman Bates dans Bates Motel
  - Grant Gustin pour le rôle de Barry Allen / Flash dans Flash
  - Mike Colter pour le rôle de Luke Cage dans Luke Cage
  - Sam Heughan pour le rôle de James "Jamie" Fraser dans Outlander
- 2018 : Kyle MacLachlan pour le rôle de Dale Cooper dans Twin Peaks: The Return
  - Jon Bernthal pour le rôle de Frank Castle / Punisher dans The Punisher
  - Bruce Campbell pour le rôle d'Ash Williams dans Ash vs. Evil Dead
  - Sam Heughan pour le rôle de Jamie Fraser dans Outlander
  - Jason Isaacs pour le rôle du Capitaine Gabriel Lorca dans Star Trek: Discovery
  - Andrew Lincoln pour le rôle de Rick Grimes dans The Walking Dead
  - Seth MacFarlane pour le rôle d'Ed Mercer dans The Orville
  - Ricky Whittle pour le rôle de Shadow Moon dans American Gods

| Meilleur acteur de télévision - 2019 : Sam Heughan – Outlander : Jamie Fraser - Grant Gustin - Flash : Barry Allen / Flash - Kit Harington - Game of Thrones : Jon Snow - Andrew Lincoln – The Walking Dead : Rick Grimes - Seth MacFarlane – The Orville : Ed Mercer - Bill Pullman - The Sinner : lieutenant Harry Ambrose - Jeffrey Wright - Westworld : Bernard Lowe et Arnold Weber | Meilleur acteur d'un programme en streaming - 2019 : Henry Thomas - The Haunting : Hugh Crain - Penn Badgley - You : Joe Goldberg - Jon Bernthal - The Punisher : Frank Castle / Punisher - Charlie Cox - Daredevil : Matt Murdock / Daredevil - Zac Efron - Extremely Wicked, Shockingly Evil and Vile : Ted Bundy - John Krasinski - Jack Ryan : Jack Ryan - David Tennant - Good Omens : Crowley |

### Années 2020
- 2021 :  Patrick Stewart - Star Trek: Picard
  - Henry Cavill - The Witcher
  - Mike Colter - Evil
  - Grant Gustin – The Flash
  - Sam Heughan – Outlander
  - Jonathan Majors – Lovecraft Country
  - Bob Odenkirk - Better Call Saul

| Meilleur acteur de télévision - 2022 : Bob Odenkirk - Better Call Saul - Colman Domingo - Fear the Walking Dead - Chiwetel Ejiofor - The Man Who Fell to Earth - Michael C. Hall - Dexter: New Blood - Sam Heughan – Outlander - Tyler Hoechlin – Superman et Loïs - Harold Perrineau – From | Meilleur acteur d'un programme en streaming - 2022 : Oscar Isaac - Moon Knight - Tom Hiddleston - Loki - Anthony Mackie - Falcon et le Soldat de l'hiver - Ewan McGregor - Obi-Wan Kenobi - Anson Mount – Star Trek: Strange New Worlds - Adam Scott – Severance - Antony Starr – The Boys |

- 2024 : Patrick Stewart dans Star Trek: Picard
- 2025 : Colin Farrell – The Penguin
  - Walton Goggins – Fallout
  - Jon Hamm – Fargo
  - Andrew Lincoln – The Walking Dead: The Ones Who Live
  - Harold Perrineau – From
  - Norman Reedus – The Walking Dead: Daryl Dixon
  - Kurt Russell et Wyatt Russell – Monarch: Legacy of Monsters